# Обсерваторія Кітамі
Обсерваторія Китами - астрономічна обсерваторія, заснована в 1987 році в Кітамі (Хоккайдо), Японія. Обсерваторія входить до складу регіонального музею науки, історії та мистецтва Кітамі. У цьому ж комплексі є і планетарій. В обсерваторії працювали любителі астрономії Ацусі Такахасі та Кадзуро Ватанабе, які зробили безліч відкриттів астероїдів.

## Інструменти обсерваторії
- 20-см телескоп

## Напрями досліджень
- Пошук нових астероїдів
- Астрометрія астероїдів і комет

## Основні досягнення
- Відкрито 680 астероїдів (1987–2008 рр.)[1]
- Було опубліковано 10456 астрометричних вимірювань в базі даних MPC (1987–2011 Всі астрометричні вимірювання в обсерваторії][2]

## Відомі співробітники
- Ацусі Такахасі
- Кадзуро Ватанабе